# Tremella spicifera
Tremella spicifera är en svampart som beskrevs av Van Ryck., Van de Put & P. Roberts 2002. Tremella spicifera ingår i släktet Tremella och familjen Tremellaceae.   Inga underarter finns listade i Catalogue of Life.